# 沈旭暉
沈旭暉（英語：Simon Shen，1978年11月24日—），是香港國際關係學者，現職臺灣國立中山大學臺港國際研究中心專任副教授，曾經擔任香港中文大學社會科學院副教授及全球研究課程主任、同校全球政治經濟碩士副課程主任、同校國際事務研究中心聯席主任、香港教育學院社會科學系副教授、台灣中央研究院訪問學人等。在學術組織以外，他亦曾任信報主筆（國際），研究方向包括中國民族主義與外交、國際反恐、中美關係、香港涉外關係等。同時為活躍於香港、中國大陆和美國的民間智庫主席及多份報紙雜誌的專欄作家。

## 學術背景
沈旭暉早年就讀軒尼詩道官立小學和皇仁書院，在校時任職為學生會主席，期間他所制定的學生會選舉制度一直沿用至今。曾在會考取得9優成績。1997年獲尤德爵士紀念基金（页面存档备份，存于）頒發獎學金，往美國耶魯大學攻讀政治系，師從布拉德福德·威斯特菲尔德、歷史學家史景遷，及政治學教授王紹光等。
2000年，沈取得政治學、歷史學文學士及政治學文學碩士學位，另外曾獲耶魯大學政治學系最佳青年學者獎、最佳東亞研究論文獎。畢業後，曾於清華大學公共管理學院及香港科技大學社會科學系任職訪問學人，任教國際關係及中國政治。2006年獲牛津大學政治及國際關係學系博士學位。
沈於2003年起任職於香港中文大學，2005年加入其亞太研究所。2006年博士畢業後擔任助理教授，2008年成立國際關係研究計劃，出任主任。2009年為回應金融海嘯，策劃並成立全球政治經濟社會科學碩士課程，並出任課程代表。
2009年8月，在擔任助理教授三年後，沈獲香港教育學院校長張炳良招攬，任職該校社會科學系副教授。在任期間，曾參與策劃國際研究學士課程，並繼續以客席副教授身份統籌上述的中文大學全球政治經濟社會科學碩士課程。其後兼任對外關係統籌主任 ，至2012年6月離任。
2010年上半年，沈到美國智庫布魯金斯研究所擔任訪問學人，為該所歷來最年輕的訪問學人。
2011年到英國華威大學擔任訪問學人，於英國智庫皇家國際事務研究所舉辦講座，並曾與華威大學Shaun Breslin教授於該智庫發表政策報告文章。
2011年獲中國《南方都市報》頒贈年度學人獎。
2011年，獲委任為優質教育基金督導委員會成員。
2012年離開香港教育學院，返回香港中文大學出任社會科學院副教授及全球研究課程主任、全球政治經濟碩士課程主任、國際關係研究中心聯席主任 。
2013年於新加坡國立大學擔任高級訪問學人。
2020年，沈旭暉以中央研究院訪問學人的身份由香港抵達台灣。
2021年7月，沈旭暉以1,495萬港元沽出其大埔露輝路倚龍山莊29號地下物業；該單位屬複式三房間隔，面積約1,551平方呎，外連約439平方呎的花園，售後帳面獲利562萬元。
2021年9月1日，沈旭暉於臺灣發布社交網站帖文，宣布未來一年將會擔任國立中山大學政治所副教授；並指為迎接人生下一頁，已經辭去所有在香港的學術機構、公司及團體的董事、職位和持份。沈旭暉更強調今後在香港以外新成立的不同公司和業務，均與香港從前的公司一概無關。

## 主要觀點
沈旭暉定期於國際學術期刊發表文章，定期為香港及中國大陸的報章雜誌撰寫國際關係評論及出版專著，並客串主持電視電台節目評論國際關係(見著作及評論列表)。
他是國際媒體就國際議題相約訪問的香港學者，曾接受半島電視台、美國時代雜誌、日本讀賣新聞、南韓經濟新聞、西班牙埃菲社、中國新華社等訪問。

### 國際及中國外交研究
- 沈旭暉在《Redefining Nationalism in Modern China》中認為，中國民族主義是複合概念，不同利益團體如政府、知識分子、網絡群體、學生等，都能通過參與各取所需，不應只通過他們各自的表面訴求理解。[39]文化評論員梁文道稱這概念「让我们看到今天在整个民族主义的浪潮里面，意见不同的人也找到了一种和谐共存的状态，使得中国的民族主义不像很多外国人所想的那样子很容易失控」。[40]
- 他在編著《Online Chinese Nationalism and China's Bilateral Relations》中提出，中國網民正以公民發聲方式，為中國與不同國家的雙邊關係構成限制，同時亦在過程中擴大自己的公民權利。[41]
- 他在《亞洲週刊》提出，中國可參考1945-1991年蘇聯提名其主權內的烏克蘭、白俄羅斯並存於聯合國的案例，讓台灣和西藏流亡政府承認中華人民共和國主權，然後由中國提名它們以「次級主權」身份參與聯合國。[42]

### 威尼斯化/本土國際化
- 沈旭暉主張香港人可直接參與國際事務，並在國際期刊《Pacific Affairs（英语：Pacific Affairs）》分析，中國提名陳馮富珍參選世界衛生組織總幹事，是中國通過借用香港身份服務中國外交的做法，卻也構成了港人正規參與國際的先例。[43]
- 沈旭暉認為香港的國際都會地位正在褪色，邁向「威尼斯化」。[44]同時，認為國民教育、過份功能化和本土化，是香港「去國際化」的成因之一。[45]曾多次撰文分析香港特區政府缺乏國際視野。[46][47]
- 沈旭暉反對以「外國勢力論」研究六四事件，曾在六四事件二十週年提出十點論據反駁相關觀點。[48]
- 沈旭暉主張加強社會科學科制整合，[49]提出在香港建立「社會科學第三部門」，[50]並贊成出現旋轉門。[51]

## 香港社會參與

### Roundtable
沈旭暉是香港智庫及社會科學網絡Roundtable的創會理事會主席（Founding Chancellor），並為其研究所及顧問公司Powersoft Consultancy Limited主席，其雜誌《Meta（页面存档备份，存于）》的督印人。亦為香港政策研究所董事。
被香港輿論稱為掀起近年年輕人論政風潮和社會科學研究的代表性人物之一，同時與香港政府、北京及民間保持一定關係。

### 公職、政府關係及本土政治參與
沈旭暉亦同時擔任政府公職，他是中央政策組非全職顧問、古物諮詢委員會、香港電台顧問團、吸煙(公眾衛生)條例上訴委員會成員之一，中央政策組首席顧問劉兆佳對其賞識並曾為其寫序。被委任加入古物諮詢委員會時曾受政府收編的爭議。
2007年起，星島日報、蘋果日報等推測他擔任副局長或政治助理呼聲甚高，稱其「政治能量極高，與各種不同政見的人士皆保持良好關係」，並稱其獲包括行政長官曾蔭權與民主派等不同人士的認同，2008年，據報他與龔耀輝、王兼揚、李律仁等曾被招攬成為香港政府副局長和政治助理，然均沒有接受任命。沈旭暉訪問中多次稱暫無意從政，除非能促進社會科學，和專業掛鈎推動國際視野，但在2010年「第四代自問自答」訪問中道「要是有一天，我們這類學術背景的人能把國際關係、比較政治的基本框架帶進社會和政府，那自然應正面看待」。與同屬Roundtable的特區政府政治助理陳智遠為好友。
沈旭暉雖然強調不參與本土政治，但他的文章多次引發論戰及影響社會。2010年1月，與社會學者呂大樂就香港第四代參與反高鐵示威爆發筆戰。2011年6月，發起800名青年學者，以不符合政治學原則作切入點，聯署反對替補機制，並於七一遊行前夕發表「給林瑞麟的信」詳述替補機制種種問題，被《香港文匯報》評為「撒豆成兵」。有關方案，最終政府在廣泛公眾壓力下被迫撤回。
2011年11月，為聲援林輝等被黃毓民就有關區議會選舉的批評，以政治傳訊的角度，於Facebook發表五千字文章「那些年，我們一起聽過的黃毓民」，24小時內被轉載超過一千次、「喜愛」超過一千次，黃毓民本人亦留言表示「旭暉兄，多謝賜教，自必痛切反省，重新上路」
2012年香港行政長官選舉期間，發表《致狼書》、《致豬書》、《萬言書》一系列長篇文章強調香港核心價值，高調評論梁振英及唐英年兩位參選人，但後來因稱葉國華是梁振英共產黨內的上線，收到恐嚇電郵，並在選舉後宣布，日後只會專注評論國際事務，不評論本地事務。
2010年4月，獲委任為太平洋經濟合作香港委員會成員。
2010年10月，獲委任為公共博物館諮詢委員會成員。
2011年1月，獲委任為環境保護運動委員會成員。
任職香港大專院校以外，亦為耀華教育管理公司（页面存档备份，存于）研究及發展經理，西安交通大學亞歐研究所副所長，國務院發展研究中心亞非研究所特約研究員，美國雪城大學香港中心客席教授等。
2016年，沈旭暉接受記者專訪，他指出北京不習慣間接管治，香港內部有北京「虛權實化」問題，香港最少未來十年不需要他，所以他準備離開香港發展。

### 北京關係
沈旭暉定期參與大陸交流合作項目。
2009年10月1日，獲邀出席香港特區政府訪京國慶觀禮團，為212名代表中最年輕成員。

### 政治立場轉變
據BBC新聞報導，發生於2019年7月21日的元朗白衣人恐怖襲擊事件是促使沈旭暉立場轉變的原因。沈旭暉在香港「反送中」風波之前，他的政治立場屬於「中間派」，以年輕學者的身份，得到政治光譜左中右各方的認同，例如，在2013年他舉行的婚禮及宴會，出席者包括了政治立場南轅北轍的人，時任特首梁振英、學運領袖黃之鋒、李嘉誠之子李澤階等政見大相逕庭的人物都同場出席。在這場運動中，他成為一個「和理非」的學者，支持以和平、理性、非暴力方式爭取香港實行雙普選。發生元朗白衣人恐怖襲擊事件後，皇仁書院的學生及校友發起登報聯署批評與「白衣人」握手的何君堯，本來很少參與聯署的沈旭暉簽名公開支持。在反對逃犯條例修訂草案運動中，特首林鄭月娥曾提出成立獨立檢討委員會並邀請沈旭暉加入，但他拒絶邀請，原因是不覺得加入該委員會能有所作為。沈旭暉在不同的報章撰文及接受國際媒體採訪，談論對香港發生的抗爭運動的看法。沈的公司更用大數據方式研究反對政府的年輕人經常使用的「連登討論區」，並舉辦研討會邀請不同政治立場的學者分析「黃色經濟圈」。〈願榮光歸香港〉是一首由2019年香港反對逃犯條例修訂草案運動參與者創作並廣為傳唱的歌曲，沈旭暉用鋼琴彈奏此曲並上載到互聯網，被認為一種宣示政治立場的行動。
2025年4月,沈旭暉於社交媒體稱楊光為工運領袖,引起非議。

## 文化生活
沈旭暉也以社會科學學者身分參與文化項目。2007年，與陳志雲、陳冠希、彭浩翔等同獲《信報》選為香港「未來十年50大新星」(文化界)。2008年至2010年，曾主持一系列訪問「青年公共知識分子系列」和「第四代公式系列」的文章，被訪者包括大陸學者許知遠、作家湯禎兆、藝人周秀娜等，近年擔任香港電台舉辦的香港書獎（页面存档备份，存于）評審。
沈旭暉在2025年3月1號聯同馮智政等人成立壹玖肆伍國際香港圖書典藏館, 以收藏和出版殖民地時代書籍的形式來保育香港歷史和文物。

## 媒體工作及國際評論
2014年2月，出任信報主筆(國際)。2019年8月26日，沈旭暉辭去該職務。

### 香港報章雜誌
沈旭暉以每週或每月方式撰寫評論文章及散文，發表於香港媒體和其他華文媒體，主要包括﹕
- 《明報》專欄《咫尺地球》(題目多關於國際政治中的範式轉移)及思潮版
- 《亞洲週刊》專欄《國際制高點》
- 《信報》專欄《昔日國際都會》(關於香港與國際互動的歷史)
- 免費報紙《am730》專欄《Avantgarde Cafe》（關於國際社會的另類新聞）
- 《茶杯雜誌》專欄《Movies and Politics》（關於電影與政治）
- 香港藝術中心月刊《藝訊Artslink》(關於藝術電影)及藝術雜誌《AM Post》(關於舞台劇)
- 此外不定期為《號外》雜誌、消費雜誌《Lime》與《Elle Men》等供稿

### 中國大陸報章雜誌
沈旭暉2008年開始為中國大陸報章雜誌撰寫評論文章，主要包括﹕
- 《南方都市報》專欄
- 《南風窗》雜誌專欄
- 新華社《國際先驅導報》專欄
- 新華社《暸望東方》雜誌
- 《領導者[永久]》雜誌

### 電視主持
沈旭暉曾主持的電視國際關係節目包括﹕
- 2006年底曾與張寶華擔任香港電台電視節目《香港故事》的主持人之一
- 2008年曾擔任香港電台節目《頭條新聞》主持人之一
- 香港Now寬頻電視主持國際評論環節
- 2010年世界盃足球賽期間，主持有線新聞台特備環節《沈旭暉看世界盃》，講解世界盃各國家球隊及分析背後千絲萬縷的關係。
- ViuTV節目《404之異國二域》

### 電台主持
沈旭暉客串主持的電台國際關係節目包括﹕
- 2003年起，於香港商業電台節目《光明頂》與陶傑、劉細良等擔任主持，為最初始嘉賓主持之一[95]
- 曾於商業電台節目《在晴朗的一天出發》主持聲音專欄《這麼近那麼遠》
- 曾客串主持台灣中央廣播電臺節目《世事知多少》
- 2020年8月起主持《國際線》的沈視度勢節目

## 個人生活

### 家庭
沈旭輝為客家人，於香港土生土長。沈旭暉為家中獨子，父母分別支持泛民主派與建制派，父親沈俊明退休前曾任香港大學電機電子工程系教授，外祖父為民國時期《大公報》總編輯張季鸞家族後人，出任該報高層掌管財務，母親亦繼承傳統為《大公報》工作；其舅公張忠棟及張忠本分別為獨派臺大歷史系教授以及解嚴後初代台商（兩人均與張忠謀無關）。
沈旭暉於2013年12月1日與吳凱霖（Bonnie）結婚，在香港中文大學行禮，在香港會議展覽中心設宴。婚禮被喻為世紀婚禮，時任香港行政長官梁振英、時任政務司司長林鄭月娥、時任財政司司長曾俊華、前律政司司長黃仁龍等均有出席。二人婚後誕下兩名女兒，長女暱稱「雪雪」、次女暱稱「雪糕」，兩姊妹相差兩歲。吳凱霖曾任沈旭暉國際關係課的助教，後來，她的興趣由研究國際關係，轉去研究兒童與家庭教育，並修讀遊戲治療。吳凱霖著有《跟孩子說OK》。

### 個人興趣
沈旭暉有英國皇家音樂學院8級鋼琴造詣，並在學習打鼓。
他熱愛電影，近年出版《國際政治夢工場》系列，分析超過一百部電影和國際關係的互動。
沈旭暉酷愛卡通人物叮噹（多啦A夢）。他每次到日本，都會購買與多啦A夢相關的書籍，購買目標由最基本的圖冊，至行銷角度理論的書籍都有，家中亦收藏有大量多啦A夢的毛公仔及玩具。

## 逸事

### 與呂大樂筆戰
2010年1月，與社會學者呂大樂就香港高鐵爭議撥款引發嚴重警民衝突以及不同世代論爭，沈旭暉在《明報》發表〈一個學術時代的終結：第四代學者眼中的呂大樂昔日情懷〉文章，指呂大樂的學術過時，以舊思維、舊框條、舊人物閱讀新世界，之後呂大樂發表〈我的「昔日情懷」〉文章反駁，引起筆戰。

### 「次主權」概念的筆戰
2010年8月馬尼拉前警員劫持香港旅行團事件發生後，沈旭暉撰文反駁鳳凰衛視時事評論員及節目主持阮次山指曾蔭權無權致電菲律賓總統阿奎諾三世的觀點，並以學術概念「次主權」解釋。親共前政協委員劉迺強的惡毒批評指次主權為「假學術」，乃至有分裂中共中央主權推動香港獨立之嫌。時事評論員劉銳紹認為爭議脫離民情，明顯有中方人動員製造事端，庸人自擾。中央政策組首席顧問劉兆佳親自撰文，形容次主權「用詞不當」，但肯定討論雙方「並無分歧」，希望雙方終結辯論。論爭期間，前中央政策組全職顧問練乙錚、專欄作家陶傑、亞洲週刊資深特派員紀碩鳴、時事評論員黃世澤、香港教育學院校長張炳良等人先後撰文支持沈旭暉使用次主權之學術名詞，但也有一國兩制研究中心和時事評論員王岸然等不以為然。

### 與「MIRROR」的淵源
沈旭暉透露，當他大約於二十年前就讀於皇仁書院，當時他和魯庭暉等同學組識內閣競選皇仁書院學生會，而他們競爭對手的內閣名稱就是「Mirrors」。沈旭暉和魯庭暉等所屬的內閣和由對手12人組成的「Mirrors」內閣展開熱烈競爭，最後險勝。對手「Mirrors」內閣的關鍵人物已於2020年離逝，沈旭暉形容該人物是同屆同學最傳奇的人之一，例如成為了被各大賭場blacklist的賭神。魯庭暉當時十分敬重對手，因此對手內閣會的名稱給他留下深刻印象，所以魯庭暉於2018年將旗下12人男子組合歌手團體命名為「MIRROR」，沈旭暉形容這是一種典型舊香港「男人的浪漫」。

## 著作列表

### 個人著作
- 《國際政治夢工場IV之水月鏡花》，2011年7月，香港：圓桌精英出版社，ISBN 978-988-19655-8-5
- 《亞洲政治運動場》，2010年11月，香港：圓桌精英出版社，ISBN 978-988-19655-1-6
- 《國際政治夢工場》(簡體版)，2010年8月，北京：人民大學出版社，ISBN 978-7-300-12554-1
- 《國際政治夢工場III之中華魅影》，2010年7月，香港：圓桌精英出版社，ISBN 978-988-99553-8-0
- 《國際政治夢工場──從電影看國際政治II (下卷)》，2009年7月，香港：上書局出版，ISBN 978-988-17896-1-7
- 《國際政治夢工場──從電影看國際政治II (上卷)》，2008年7月，香港：上書局出版，ISBN 978-988-17735-4-8
- 《Redefining Nationalism in Modern China: Sino-American Relations and the Emergence of Chinese Public Opinion in the 21st Century》，2007年12月，英國：Palgrave Macmillan出版，ISBN 978-0-230-54939-5
- 《國際政治夢工場──從電影看國際政治》，2007年7月，香港：上書局出版，ISBN 978-988-99479-9-6
- 《後特區國際歌（第二卷）：美國新保守骷髏》，2006年9月，香港：（页面存档备份，存于） Roundtable Publishing（页面存档备份，存于）出版，ISBN 978-988-99227-3-3
- 《後特區國際歌（第一卷）：中東反恐新解讀》，2005年6月，香港：TOM（Cup Magazine）出版，ISBN 978-988-98409-4-5
- 《耶魯酒月的童話—美國留學雜憶》，2003年10月，香港：明報出版社出版，ISBN 978-962-973-987-4

### 編著
- 《Multidimensional Diplomacy of Contemporary China》(Editor with Jean-Marc Blanchard)，2010年6月，美國：Lexington Books出版，ISBN 978-0-7391-3994-3
- 《Online Chinese Nationalism and China's Bilateral Relations》(Editor with Shaun Breslin)，2010年4月，美國：Lexington Books出版，ISBN 978-0-7391-3247-0
- 《China and Anti-terrorism》(Editor)，2007年10月，美國：Nova Science Publishing（英语：Nova Publishings）出版，ISBN 978-1-60021-344-1
- 《非國家個體與大中華地區的整合》(鄭宇碩合編)，2007年10月，香港：香港城市大學出版，ISBN 962-442-292-4
- 《後特區啟示錄》(編)，2004年10月，香港：TOM（Cup Magazine）出版，ISBN 978-988-98002-4-6
- 《戀戰區選──2003區議會選舉研究集》(編)，2004年10月，香港：（页面存档备份，存于） Roundtable Publishing （页面存档备份，存于）出版，ISBN 978-962-8240-06-7

### 學術論文
- 曾在《China Quarterly》、《China Review》、《Journal of Comtemporary China》、《Issues and Studies》、《Terrorism and Political Violence》、《The Journal of Modern African Studies（页面存档备份，存于）》、《Asian Survey（英语：Asian Survey）》、《Pacific Affairs（英语：Pacific Affairs）》、《Pacific Review（页面存档备份，存于）》、《Intercultural Communication Studies》、《East Asia: An International Quarterly（页面存档备份，存于）》、《The Journal of Comparative Asian Development》、《Journal of Chinese Political Science》、《Politics》、《Asian Perspective（页面存档备份，存于）》、《Journal of East Asian History》、《西安交通大學學報(社會科學版)》、《日本學刊》、《政治學研究》、《香港社會科學學報》、《清華大學—公共管理評論》、《國際問題論壇》、《二十一世紀》等國際期刊發表。[127]

## 外部連結
- 隨緣家書・沈旭暉（页面存档备份，存于）
- 沈旭暉國際評論（页面存档备份，存于）
- 堅離地城：沈旭暉國際生活台 Simon's Glos World（页面存档备份，存于） - Facebook專頁
- YouTube上的堅離地球·沈旭輝頻道
- 沈旭暉｜DJ主持｜商業電台881903.com （页面存档备份，存于）
- 沈旭暉@立場新聞 （页面存档备份，存于）
- 沈旭暉@灼見名家 （页面存档备份，存于）